# Retamal (Badajoz)
Retamar es una pedanía del municipio español de Solana de los Barros, perteneciente a la provincia de Badajoz (comunidad autónoma de Extremadura).

## Situación
Está situada al oeste del núcleo urbano de su municipio, a unos 9 kilómetros de distancia. Al noroeste limita con Cortegana de la que dista 1,5 kilómetros.  Y  al sudeste con  Corte de Peleas de la que  dista 3 kilómetros y con la que comparte el código postal, 06196.

## Patrimonio
Iglesia parroquial católica de Nuestra Señora de la Soledad, en la Archidiócesis de Mérida-Badajoz.